# Szamosi Lajos
Szamosi Lajos (Csenger, 1894 – Bécs, 1977) operaénekes, művésztanár, „A hangképzés atyja”. Lilli Lehmann, Wagner-énekesnő szerint „szép tenorhangja és mély kifejezőereje” volt. Sok énekest tanított, még gégészek is küldtek hozzá eseteket, ezeken keresztül tanulta meg az énektanítás alapjait. Bár hazai és külföldi eredményei számottevőek voltak, szaktudását mégis méltatlanul mellőzte a vonalas magyar zenészszakma a második világháború után.
Tanítási metódikáját libero cantónak nevezte el, ami szabad éneklést jelent. 

## Élete

### Fiatalkora
Szamosi Lajos 1894-ben született Csengerben. Gazdálkodó-földbérlő zsidó családban. Gyermekként (anyai?) nagyapja ortodox zsidó házában nevelkedett, később jesivába is beiratták. Iskolás éveit Nagyváradon töltötte. Zenét szeretett volna tanulni, de szülei ezt ellenezték, igy a zenei alapokat a nagyváradi zsidó kántortól tanulta meg.
Nagyváradon ekkoriban pezsgő kulturális élet volt, mind az irodalom, mind a zene terén. Így Szamosinak már ifjú éveiben lehetősége nyílt bepillantást nyernie ebbe a világba. Versírással sikeresen próbálkozott, később zenekritikákat írt a Nagyváradi Naplóba.

### Énekesi pályája
Az első világháború után Budapestre, édesapja barátjához, a neves zsidó kántor házába költözött szüleivel. Ének és zene tanulmányait magánúton végezte, hogy pótolja a mulasztott éveket. Több híres énektanárnál dolgozott, hallgatta a növendékeket, de ugyanazt tapasztalta, mint saját magánál: az énektanárok egyes hanghibákon nem tudnak segíteni. Eljutott Lilli Lehmannhoz, aki nagy művészegyéniségnek tartotta, tőle tanulta meg a művészet alapjait. Az 1920-as években Berlinben lehetősége nyílt a legnagyobb karmesterek hangversenyein részt venni, ahol a kor olyan kiváló énekesei léptek fel, mint Bruno Walter, Wilhelm Furtwängler, Erich Kleiber, Otto Klemperer, Sigrid Onegin, Ivogün Mária, F. Schorr valamint Siegfried Ochs a híres oratóriumdirigens próbáira is bejárt. Itt fogalmazódtak meg benne művészi mércéi.
Szép tenorhangja volt, éneklését mély kifejezőerő jellemezte, ám hangi problémáit, amelyek az akkori szakmai vélemény szerint elenyészőek voltak, nem sikerült megoldania. Berlin után Párizsban is próbálkozott Jean de Reszke bariton és Rodolphe Plamondon világhírű énekesnél, de ők sem értették a problémáját.

### A tanítás kezdetei
Szamosi problémája az éneklésben egy enyhe „torkolás” volt, ami tanárai szerint nem korrigálható, de bíztatták, hogy így is nagyon szép a hangja. Szamosi belső igényeit azonban ez nem elégítette ki. Rájött, hogy csupán az esztétikai alapokra hagyatkozó énekpedagógia nem célravezető. Tudomására jutott, hogy létezik egy müncheni intézet az Institut für Stimm- und Sprach-heilkunde, melynek vezetője Max Nadoleczny. Itt kezelték és gyógyították a beteg hangú énekeseket, színészeket, valamint a funkcionális hangképzési problémákkal küszködőket. Szamosi engedélyt kapott hospitálásra. Néhány hónap elteltével már könnyebb esetek kezelését rábízták, a páciensek hangképzése orvosi ellenőrzés mellett rendbejött. Az intézeti munka végeztével hazament Budapestre, s felfüggesztve énekesi terveit, tanítani kezdett. Kezdetben súlyos problémákkal küzdő énekesek jelentkeztek nála ezért gyógypedagógusként is elismerték. Később híre ment, hogy csodát tesz az énekesek hangjával, gégeorvosok küldtek hozzá eseteket. A tanítás során saját hangi problémája is váratlanul megoldódott. 1939-ben meghívták előadást tartani a Magyar Phonetikai Társaság XIII. tudományos ülésére. Előadásának címe: A hangpedagógia gyakorlata. Eközben megismerkedett Sigmund Freuddal, nagyon érdekelte ugyanis a hangadás és az éneklés lelki háttere. Maga is keresztülment egy többéves pazichoanalízisen, így mélyebb betekintést nyert az éneklés mélypszichológiai folyamataiba.
Az 1930-as évek második felétől haladó tanítványaival évente több házihangversenyt adott. Olyan sokan érdeklődtek a koncertek iránt, hogy komoly feladatot jelentett a hallgatóság elhelyezése. Az első nagyobb hangversenyen énekelő előadók: Csabay László, Vajda Teri. Csabay Lászlót a Zürichi Operaház, majd a New York-i Metropolitan szerződtette. Vajda Teri 1944-ig Szamosi munkatársa volt, a háború után Prágában lett énektanár. Sík Olga 1936-ban kezdett járni hozzá, majd a háború után folytatták az együtt működést, később neki adta át a módszer tanítását Budapesten.
Szamosi azt tervezte, hogy olyan együttest hoz létre növendékeiből, amivel azt mutatja be, hogyan képzeli el a korszerű éneklést egyformán jólképzett hangokkal. A koncert soha nem jöhetett létre, mivel a nácik 1944 márciusában megszállták Magyarországot. 1945 januárjában a család testileg és lelkileg összeomolva, csodával határos módon megmenekült, de mindenük elpusztult. Ezután egy évig a bukaresti Filharmónia énektanára volt. Nagyon szeretett volna hazatérni, de a budapesti Oktatásügyi Minisztériumban azt tanácsolták, utazzon külföldre.

### Olaszországi karrier
Szamosinak régi vágya volt, hogy tanulmányozza az olasz énekpedagógiát, így 1946 tavaszán családjával Rómába indult. Az út során sok nehézséggel kellett szembenézniük, végül ősszel megérkeztek. Mivel anyagiak nélkül indultak útnak, egy hetet Cinecittàban lévő menekülttáborban töltöttek. Szamosiné (aki szabónő volt Budapesten) jó híre hamar elterjedt, és rövidesen sok munkája lett. Így sikerült Szamosinak egy olasz barátja segítségével stúdiót bérelnie Pratiban, a római muzsikusnegyedben. Ezt követően kialakult tanítványköre olasz énekesekből, akikkel gyorsabban tudott eredményeket elérni, mint a közép-európai énekesekkel, mert nagyobb affinitásuk volt a zenéhez. Néhány hónap múlva itt is házi koncerteket szervezett. Hamarosan az olasz sajtó is felfigyelt a magyar énektanárra.
A Momento Sera olasz napilap 1948. június 4-i számában ezt irta: „Maestro Szamosi hozzávetőleges olaszsággal beszél, de a legtisztább olasz módon énekeltet”. A Római Pszichoanalitikus Egyesület folyóirata, a Psicoanalisi különnyomataként megjelent La via al libero canto című tanulmánya. Dr. J. Flescher, az egyesület elnöke ezt írta az előszóban: „Ez a tanulmány véleményem szerint a legjobb az eddig megjelentek közül, a modern alkalmazott pszichológia területén.” Szamosi a tanulmányt Alfredo Casellának ajánlotta, aki köszönettel elfogadta, de sajnos a megjelenés előtt váratlanul elhalálozott.
Szamosi tanítványainak egyike – Matteo Glinsky muzikológus felesége – énekesnő volt. Nem meglepő tehát, hogy nagyon érdekelte Szamosi munkája, hosszú cikket írt a L’Osservatore Romano című vatikáni napilapban, Il segreto del bel canto címmel, melynek befejező mondata így szól: „Szamosi pedagógiai teóriái – eltekintve gyakorlati értéküktől – talán valóban megvilágítják az olasz bel canto visszavonhatatlanul elveszettnek hitt titkát.”
1949-ben a világpolitikai helyzet megváltozott. Szamosinak tanári állást ajánlottak egy nagy tekintélyű zenei intézménybe, ám ennek egyik feltétele az volt, hogy mondjon le magyar állampolgárságáról, és vegye fel az olaszt. Mivel két fia és unokája Budapesten maradt, nem fogadta el a feltételeket, és hazatért.

### Visszatérése Budapestre, mellőzöttsége
1949 őszén érkeszett vissza Budapestre feleségével, fiával és lányával. Nem sokkal ezután Vásárhelyi Zoltán meghívta énektanárnak a Honvéd Művészegyüttes kórusához. A kórustagok háromnegyed év intenzív hangképzés után énekelhettek csak. Az együttes első koncertje után a Szabad Nép 1950. november 24-én így írt: „Megállapíthatjuk: a Honvéd Művészegyüttes énekkarához hasonló kiváló férfikarunk még soha nem volt sem hangerőben, sem a hangzás egyöntetűségében.” A kritikák azonban nem említették meg Szamosi Lajos nevét. Röviddel ezután elbocsátották állásából „szakmai elégetetlenségre hivatkozva”.
A magyar zenész szakma és énektanárok részéről rengeteg támadás érte, s mintegy válaszként ezekre „A művészi hangképzés módszertanának élettani alapjai” címmel tanulmányt írt, amit benyújtott az MTA Orvostudományi Szakosztályának. A szakosztály álláspontja szerint Szamosi módszertani leírása alkalmas arra, hogy a modern énektanítás fiziológiai alapjául szolgáljon. Sajnos azonban ezt a jelentős megállapítást sem a sajtó sem a hivatalos körök nem vették tudomásul.
1952-ben a Zeneművész Szakszövetség Pedagógiai Szakosztályán tartott előadást ugyanebben a témában. Szeptembertől az Erkel Ferenc, majdani nevén Bartók Béla Konzervatórium énektanára lett.
1956 márciusában felkérték egy vitaesttel egybekötött előadásra az MSzT Művészeti osztályának klubjába. A nagy érdeklődésre való tekintettel a vitát május 11-én megismételték. Szeptember 15-én Ascher Oszkár Szamosi tanítványa, aki szintén jelen volt a vitaesten az Irodalmi Újságban írt cikket a két eseményről. Leírta, hogy noha Olaszországban az „ének és zene hazájában” elismeréssel fogadták Szamosi munkáját, méltatlannak tartja, hogy bár hívásra jött haza, mégsem kapta meg a felkínált állást, akadályozták itthoni munkáját, az ankétokra pedig nem jöttek el a sajtó meghívott képviselői, így Szamosi saját hazájában egy sor sem látott napvilágot munkájáról és törekvéseiről.
A mellőzés, munkájának támadása elkeserítette, ezért úgy döntött olyan országba megy, ahol szívesen fogadják. Választása Ausztriára esett.
Bár Szamosi Lajos és családja elhagyta az országot, arról azonban gondoskodott, hogy életműve mind elméleti, mind gyakorlati vonatkozásban fennmaradjon, és tovább fejlődjön Magyarországon.

### Újabb virágkor: A bécsi évek
1957 szeptemberében érkeztek meg Bécsbe, Szamosi ekkor már 63 éves elmúlt. Itt megismerkedett dr. Vincze Imrével, aki rábízta a bécsi Burgtheater két színésze hangjának gyógykezelését. Az elért eredmények következtében Dr. Hans Sittner a bécsi Zeneakadémia elnöke tanári megbízást adott neki. Ezt azonban a szabály szerint egy próbatanításnak kellett megelőznie. Szamosi azt kérte, hogy tekintettel arra, hogy ő nem szokványos módon tanít adjanak neki pár növendéket, akiket ingyen tanít és 3 hónap múlva nézzék meg az eredményt. A kért idő letelte után kinevezték a Bécsi Zeneakadémia főtanszak tanárának.
Nyugalomba vonulása után magánnövendékei voltak. Haladó tanítványaiból kamaraegyüttest hozott létre Collegium Canticorum néven, amellyel osztrák és nemzetközi turnékat szervezett. A koncertezés mellett nyári kurzusokat tartott az Osztrák Oktatásügyi Minisztérium támogatásával.
Szamosi Lajos kurzusain rendszerint előadott Prof. Josef Mertin, aki megalapította a Collegium Musicumot a bécsi főiskolán, valamint Szamosi Edvin, aki évekig Mertin asszisztense volt. Az egyik ilyen kurzust egy karintiai kastélyban tartották, ezzel kapcsolatban a Collegium Canticorum több hangversenyt adott, amit a Karintiai, és a Bécsi Rádió éveken át műsoron tartott.
A holland és svéd sajtó is felfigyelt Szamosira, cikkek jelentek meg róla, és a Hilversumi Rádió interjút készített vele. Olyan nagy nevű énekesek, mint Hilde Güden, James King, Werner Krenn vagy Helga Dernesch fordultak hozzá hangproblémáikkal.
A Deutsche Grammaphon Gesellschaft és a bécsi Express című napilap által szervezett énekversenyen minden évben tanítványai vitték el az első vagy a második díjat. Tanítványa Trinidad Paniagula spanyol szoprán Plácido Domingóval Oscarként, Luciano Pavarottival Musette-ként lépett fel.
Szamosit munkájában fia és lánya segítették. Apja halála után Szamosi Edvin folytatta tevékenységét Bécsben. Szamosi Lajos utolsó éveiben sokat betegeskedett, de amint jobban lett már a zongoránál ült. Állandóan olvasott, tanult, kereste az összefüggéseket. Élete utolsó napjáig tanított. A sok munka következtében nem készült el régóta tervezett, átfogó jellegű könyvével.
1977 őszén 83 éves korában, otthonában halt meg.

## Tanulmányai
Gyerekkorában nem engedték zenét tanulni, így a zenei alapokat a nagyváradi zsidó kántortól tanulta meg.
Makai Emil – ének és zene tanulmányok
Bécs, Berlin – neves énektanároknál tanult.
Lilly Lehmann – ének tanulmányok
Jan de Reszke, N. Plamondon – ének tanulmányok
Esztétikai, anatómiai, pszichológiai tanulmányok
Institut für Stimm- und Sprachheilkunde – Prof. Max Nadoleczny – hangképzés, foniátria

## Munkahelyei
1917 – Nagyváradi Napló – zenekritikus
1920 – Berlin – hangversenyek
1928 – München – Institut für Stimm- und Sprachheilkunde – hospitálás, foniáter
1930 – Budapest – Szamosi stúdió – stúdióvezető, hangpedagógus, énektanár
1945 – Bukarest – Filharmónia – énektanár
1946 – Róma – Szamosi Stúdió – stúdióvezető, énektanár
1949 – Magyar Honvéd Művészegyüttes – kórusvezető, énektanár
1952 – Bartók Béla Zenekonzervatórium – énektanár
1957 – Bécs – Institut für Stimm- und Sprachheilkunde – foniáter, beszédtanár
1958 – Hochschule für Musik und darstellende Kunst – ének főtanszakvezető
Collegium Canticorum – alapító, vezető
1967 – magántanítás haláláig

## Munkái
1917 – Nagyváradi Napló – zenekritikák
1928 – Zenei lexikon – Hangképzés címszó
1932 – Zenekultúra c. folyóirat – tanulmányok, cikkek
1935 – A hangszervek helyes működtetése – tanulmány
1934 – Gyógyászat c. szaklap – A hangszervek pszichés eredetű működési zavarai
1939 – A szabad éneklés útja
1946 – Psicoanalisi – La via al libero canto
1953 – A művészi hangképzés módszertanának élettani alapjai
1975 – Naturwissenschaft und künstlerische Technik am Beispiel der Gesangskunst (befejezetlen)

## Az énekművészképzés reformja
„Az igazi pedagógia az, amelyikben a tárgyi ismeretek átdolgozása a képességek fejlődését szolgálja. Minden művészképzés különös nehézsége abban van, hogy lényegét csupán ilyen igazi pedagógiával lehet megközelíteni.” (Szamosi Lajos)
Szamosi szerint az éneklést magasrendű lelki tevékenységnek foghatjuk fel. Az éneklés során jelentkező gátlások abból fagadnak, hogy az éneklés közben áradó érzelmeket az emberi erkölcsi minták cenzúrázzák, igyekeznek elfojtani azokat, mielőtt ez tudatosulna az énekesben. Ez a lelki folyamat a hangszervek működésében később megmutatkozik.
A hangadás funkciózavarainak okait az alábbi 3 pontban határozta meg:
- A hang létrehozásában közreműködő szervek – központi idegrendszer, légzőszervek, szűkebb értelemben vett hangszervek, rezonáns üregek, hallószervek – veleszületett anatómiai elváltozások
- A hang létrehozásában részt vevő szervek akut vagy krónikus megbetegedései miatt létrejövő szövettani elváltozások
- A hang létrejöttének pszichés eredetű funkciózavarai, amik még nem okoznak maradandó szövettani módosulást

A művész szintű éneklést magas szintű szellemi és lelki terméknek tartotta, amelynek kifejezőeszköze az emberi hang, de erre nem alkalmas az általánosságban vett emberi hang, csak az erre kiképzett hang. Szerinte művészi énekről csak akkor lehet beszélni, ha a hang túl az érzéki (akusztikus) hatásán egyszerre hat a lélekre és az értelemre is. Úgy tartotta, a művészi éneklés olyan pszicho-fiziológiai folyamat, amelynek során a zene a szövegen keresztül manifesztálódik.
Ezek tükrében azt állította, hogy az énekművész-képzés metodikailag két fő részre oszlik: zenei képzés (hangképzés, zeneelmélet, stílustan); drámai képzés (fonetika, versmondás, lélektan), hozzátéve ez természetesen csak elméleti felosztás, a gyakorlatban az összefüggések szövevényessége miatt ezekre gondolni nem szabad, de jó kiindulópont lehet.
Szamosi a művészetek tanítását komplex folyamatnak gondolta, melyben a sorrendiség fontos szerepet kap. A művészi kifejezés folyamatának van biológiai gyökere, amelyek tudományosan meghatározhatóak és ellenőrizhetőek. Szamosi alapvetőnek tartotta, hogy ezen fiziológiai törvények mindig érvényesek, azonban nem lehet a fizikumot és a pszichikumot elválasztani egymástól sem a gyakorlás sem az éneklés közben, mert e két tényező állandó kölcsönhatásban van egymással. Úgy tartotta a jó énektanár legszebb és legnehezebb feladata, hogy rávegye a növendéket, hogyan lehet a hangadás fiziomechanizmusát fuggetlení az idegrendszer érzelmi emócióitól, mivel az ellenőrizhetetlen emóciótorlódásból, izgulásból – amik nem a művészi kifejezésből fakadnak – származik minden feszítés és görcs az énekmechanizmusban. Továbbá úgy tartotta, hogy mindenféle sajátos technika a saját anyaggal való küzdés során, az anyaggal való ellenállás leküzdésével, a művészet aktív gyakorlása közben alakul ki.

## Ascher Oszkár Szamosiról
Ascher 1964-ben megjelent Minden versek titkai című kötetében így ír a Szamosinál tanultakról:
„Megtanultam erőlködés helyett erőt adni a hangomba, kiabálás helyett hangosan szólani, lelket vinni a beszédbe lelkendezés helyett, az értelmezés mentén. Az előadás során berekedés helyett beskálázódni, a legmélyebb hangtól a legmagasabbig egy forrásból a hangot, a skála bővülésével az árnyalatok sokaságát adni: mindezt Szamosi Lajosnak köszönöm.”

1956-ban Szamosi Lajos az MSzT Tudományos Művészeti Osztályának orvosi klubjában tartott két vitaestet márciusban és május 11-én. Szeptember 15-én az esetről Ascher Oszkár Egy ankét margójára címmel cikket írt az Irodalmi Újság című lapba:
„Mi az tehát, amit felpanaszolok? Az, hogy Szamosi Lajos külföldön kapott elismertetése, eredményes munkája után, hívásra jött haza, hogy munkáját itthon folytassa. Mire hazaért, a megígért állást nem kapta meg és végül is a Zenei Gimnázium adott szűk otthont Szamosi Lajos munkája számára. A meghívott sajtó az említett tudományos ankétokra nem jött el; sehol egy sor sem látott napvilágot Szamosi Lajos munkájáról, törekvéseiről, a saját hazájában! És így egyelőre meg kell elégednie azokkal a hasábnyi méltatásokkal, értékelésekkel, amelyekkel az ének és zene hazájában: Olaszországban fogadták munkáját, törekvéseit.”